# Хан, Яна Витальевна
Яна Витальевна Хан (род. 6 сентября 2000 года, Бишкек, Кыргызстан) — казахская шорт-трекистка, участница зимних Олимпийских игр 2022 в Пекине. Бронзовый призёр Всемирной Универсиады, многократная чемпионка и призёр Казахстана, обладательница действующего рекорда страны на дистанции 500 метров. Мастер спорта международного класса Республики Казахстан. Выступает за Акмолинскую областную школу высшего спортивного мастерства.

## Биография
Яна Хан родилась в республике Кыргызстан, но в 2010 году она с родителями переехала в Казахстан. Впервые она познакомилась с шорт-треком в 2011 году, после того как с отцом посмотрела домашние  зимние Азиатские игры в Астане. Именно папа настоял на том, чтобы Яна стала заниматься этим видом спорта в возрасте 12 лет во Дворце спорта «Алау» в Астане. Он и дал ей большой толчок к осознанному и профессиональному занятию спортом. Свою первую победу одержала, когда у неё даже коньков для шорт-трека не было. Яна выступала на фигурных коньках и выиграла городские соревнования.
В 2018 году Яна дебютировала на чемпионате мира среди юниоров, а через год, в январе 2019-го на юниорском чемпионате мира в Монреале в составае женской эстафеты заняла 4-е место. В марте завоевала бронзу на зимней Универсиаде в Красноярске в женской эстафете в команде с Алиёй Амиргалиевой, Кадишой Бахиткереевой и Алёной Волковицкой. В финале казахстанская команда финишировала четвёртой, но после пересмотра финиша из-за нарушения была дисквалифицирована команда Южной Кореи. Два сезона были по-сути вычеркнуты из-за пандемии коронавируса и в сезоне 2021/2022 Яна Хан прошла олимпийскую квалификацию. В 2021 году на чемпионате мира в Роттердаме заняла 30-е место в многоборье. 
Она приняла участие на зимних Олимпийских играх 2022 года в Пекине в смешанной эстафете в команде с Абзалом Ажгалиевым, Денисом Никишой и Ольгой Тихоновой. По итогам соревнований команда заняла 5-е место.. В марте на чемпионате Казахстана она одержала победу в забеге на 1000 метров и стала второй на 500 метров. В декабре на домашнем этапе Кубка мира в Алматы вместе с командой заняла 4-е место в эстафете. В январе 2023 года в составе Алишера Абулкатимова, Алины Ажгалиевой, Адиля Галиахметова, Малики Ермек и Еркебулана Шамуханова она стала серебряным призёром на Зимней Универсиаде 2023 в Лейк-Плэсиде. Также заняла 4-е место на дистанции 500 м и 5-е в женской эстафете.
В 2023 году на чемпионате мира в Сеуле Хан дважды заняла 10-е место в женской эстафете и 28-е в забеге на 500 метров, а в ноябре того же года в составе сборной участвовала на чемпионате четырех континентов в Лавале и завоевала бронзовую медаль в женской эстафете, а также 4-е место в смешанной эстафете и 7-е в беге на 500 метров. В марте на чемпионате мира в Роттердаме Яна заняла 23-е место в беге на 500 метров. В сезоне 2024/2025, 7 декабря, на 3-м этапе Кубка мира в Пекине вместе с Ольгой Тихоновой, Алиной Ажгалиевой и Маликой Ермек финишировала третьей в женской эстафете после сборных Канады и Южной Кореи.